# Kokgrop

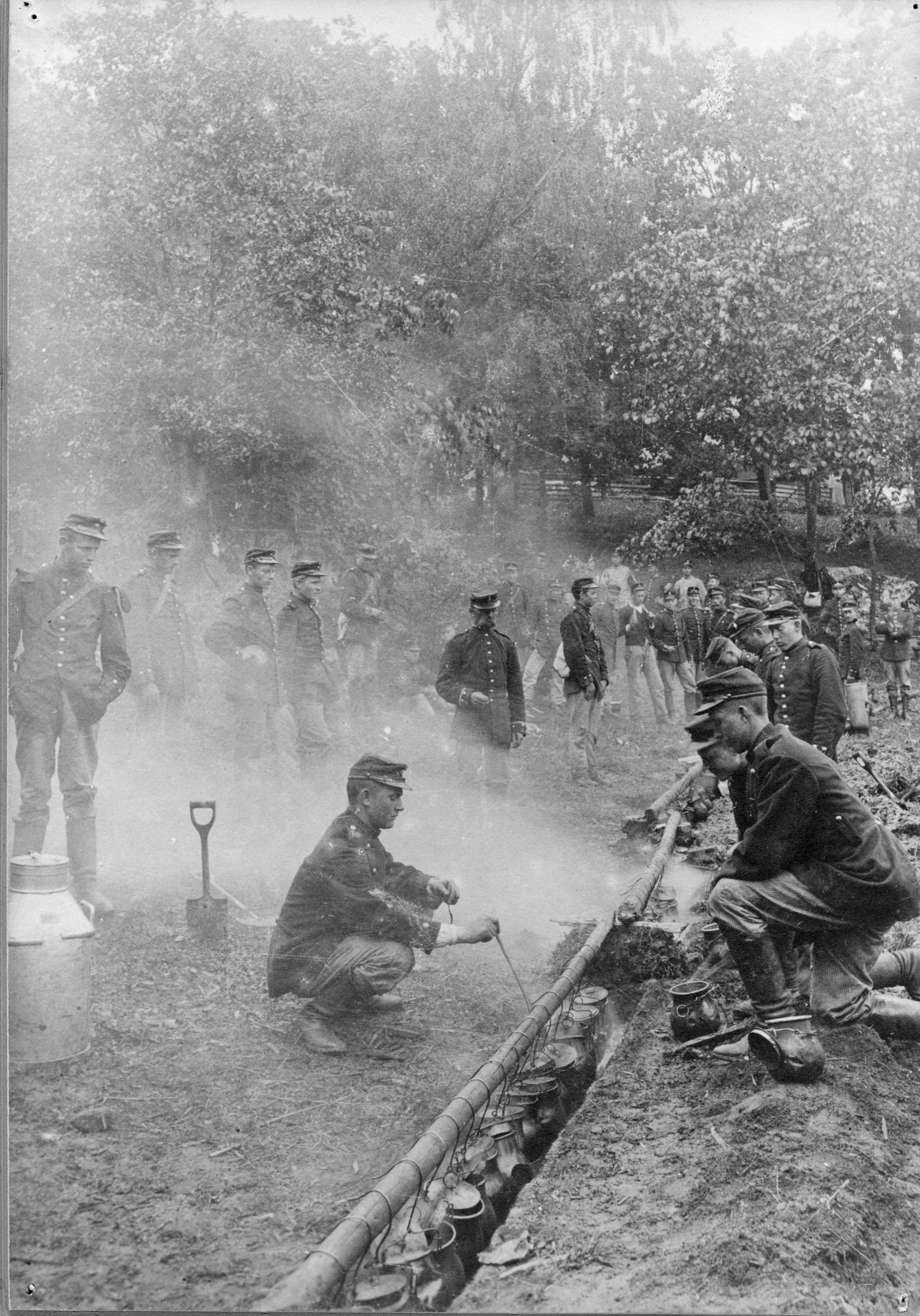
Matlagning i kokgrav. De militära kokkärlen är bulkrukor.

Kokgrop har två betydelser. Den i dag vanligaste beskriver arkeologiska förhållanden. En äldre betydelse avser militär mattillredning under fältförhållanden, innan kokvagnen kom i bruk.

## Arkeologi
Med kokgrop menar arkeologerna en underjordisk ugn i vilken heta stenar lades; ovanpå dessa lades den mat som skulle tillredas. Sedan täcktes gropen med jord och torv.

## Militära förhållanden
En kokgrop var en grop i marken i vilken eld gjordes. Över denna hängdes kokkärl vari maten tillagades med hjälp av värmen från elden. En kokgrav var en långsmal grop varöver flera kokkärl kunde hängas upp. 